# Carola Neher

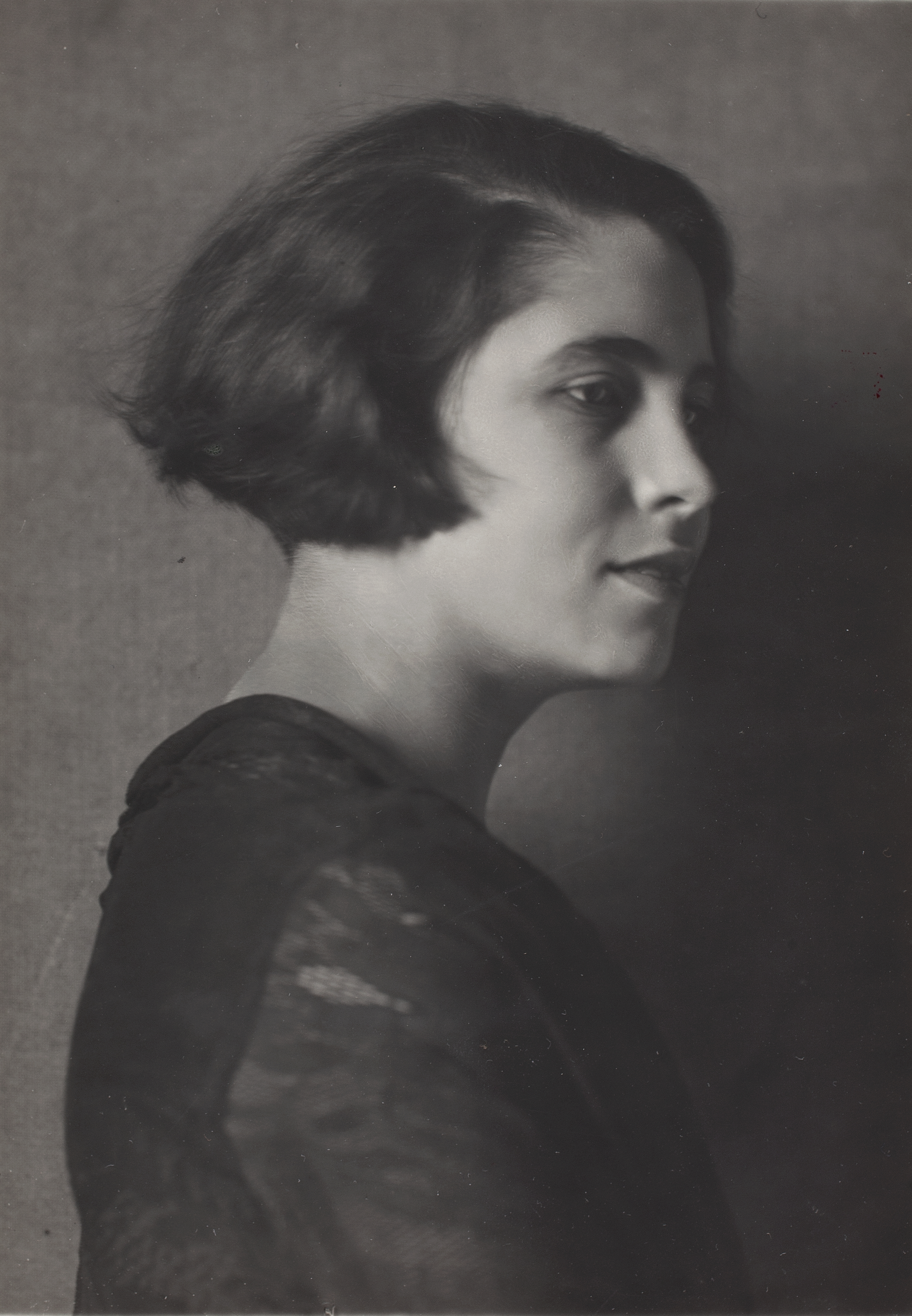
Carola Neher (1925)

Carola Neher (* 3. November 1900 als Katharina Karolina Neher in München; † 26. Juni 1942 in Sol-Ilezk, Sowjetunion) war eine deutsche Schauspielerin, die um 1930 in Berlin reüssierte. Aus dem nationalsozialistischen Deutschland geflüchtet, kam sie in Lagerhaft in der Sowjetunion zu Zeiten der stalinistischen Herrschaft ums Leben.

## Leben

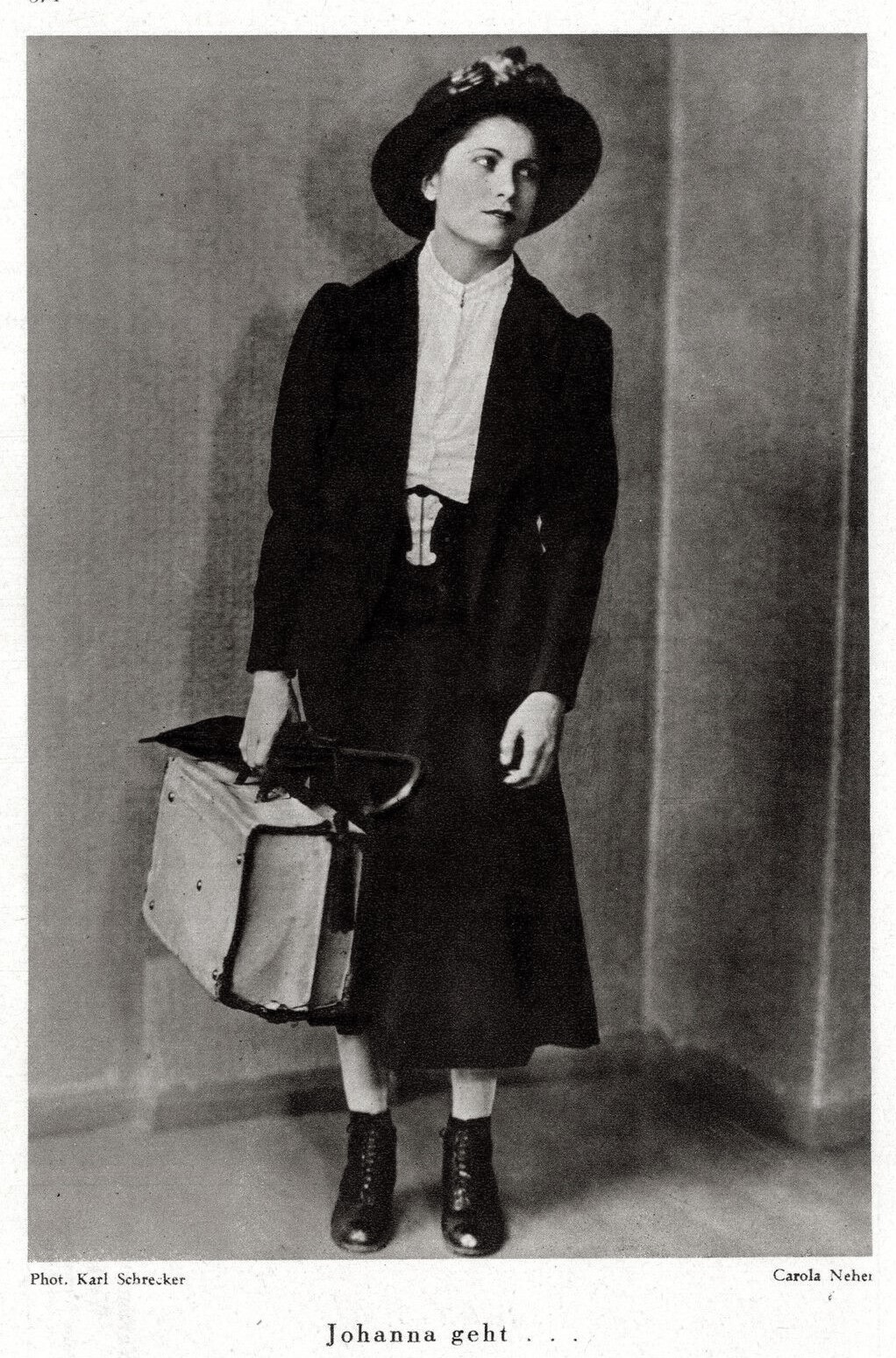
Carola Neher als Johanna (1930)

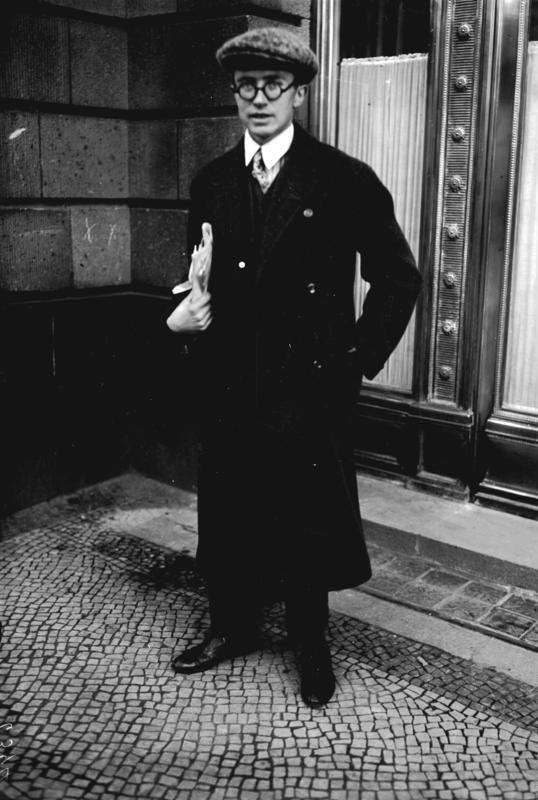
Klabund (1928)

Carola Neher, Tochter des Schul- und Musiklehrers Josef Neher († 1918) und seiner Ehefrau Katharina Neher, die ein Restaurant führte, wurde in der Hirschgartenallee 33 in Nymphenburg geboren. Dort besuchte sie die Schule des Ordens der Englischen Fräuleins am Schloss Nymphenburg. Nach dem Besuch der Riemerschmid-Handelsschule und einer Banklehre arbeitete sie von 1917 bis 1919 als Bankangestellte. Heimlich nahm sie in dieser Zeit Tanz- und Schauspielunterricht. Sie wollte berühmt werden und nutzte im Sommer 1920 die Gelegenheit einer Krankheitsvertretung am Theater Baden-Baden dazu, eine Theaterkarriere zu beginnen. Im Jahr 1922 wechselte sie nach Darmstadt und Nürnberg. Schließlich wurde sie an den Münchner Kammerspielen engagiert, erhielt dort aber nur Stückverträge für kleine Rollen. 
In München lernte sie bei einer Vorstellung 1924 Alfred Henschke, den Schriftsteller Klabund, kennen. Von München ging sie ans Lobe-Theater in Breslau. Hier spielten auch Therese Giehse, Rudolf Platte und Peter Lorre. Dorthin folgte ihr Klabund, den sie am 5. Mai 1925 heiratete. Der lungenkranke Dichter war zehn Jahre älter als sie und bereits bekannt durch seine witzigen und provokanten Texte. Die Uraufführung seines Stücks Der Kreidekreis in Meißen wurde für Carola Neher zu ihrem ersten großen Erfolg. Allein in Breslau spielte sie die Rolle siebzig Mal. Künstlerisch ergänzten sich beide; er schrieb Stücke, in denen er sie für die Hauptrolle bereits festlegte. So unter anderem in dem Drama Brennende Erde, in dem sie als Marusja ein 17-jähriges, naives Mädchen verkörpert, das von Rotarmisten umgebracht wird.
Das Ehepaar ging 1926 nach Berlin. Hier wurde sie zum Bühnenstar. Um in der Metropole bekannt zu werden, ließ sie sich beim Erklimmen des Berliner Funkturms filmen, gab in Zeitschriften Modetipps und setzte sich auf Fotos mit einem Geparden des Zoos in Szene. Sie traf erneut auf Bertolt Brecht, den sie in München kennengelernt hatte. Er drang darauf, dass sie die Polly in der Uraufführung der Dreigroschenoper 1928 spiele. Wenige Tage vor der Premiere starb Klabund in Davos an Tuberkulose. Sie sagte ihren Auftritt ab und die Premiere des Stückes fand ohne Neher statt. Sie übernahm die Rolle erst bei der Wiederaufnahme des Stückes im Mai 1929; nun entstanden auch zu Tonaufnahmen des Lieds von der Seeräuber-Jenny und vom Barbara Song und sie brillierte in Filmen. Kritiker schwärmen von ihrer „ergreifenden Beseeltheit“ und der kernigen Anmut.

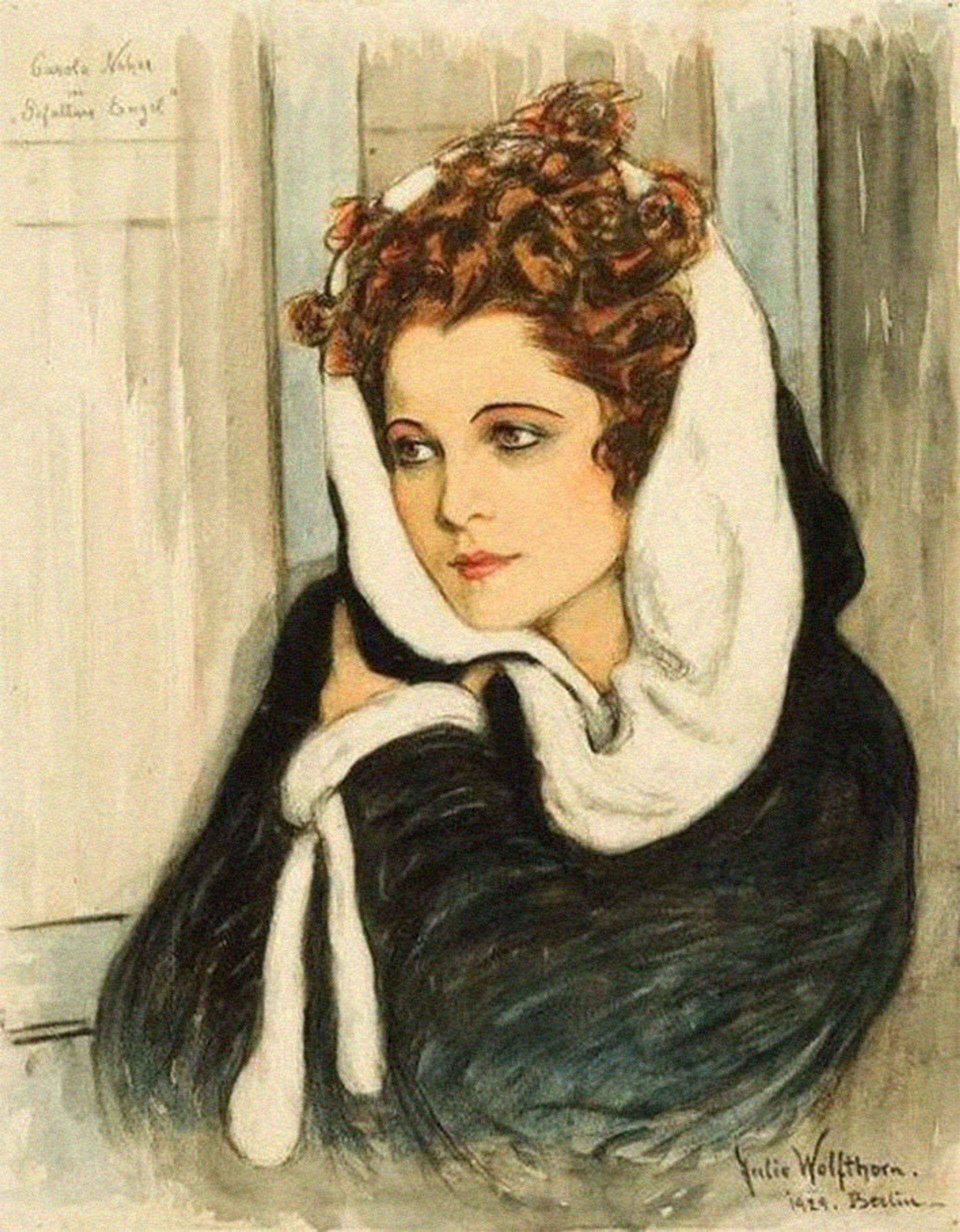
Carola Neher in Gefallene Engel von Noël Coward, Zeichnung von Julie Wolfthorn (1929)

In den folgenden Jahren schrieb Brecht mehrere Rollen direkt für sie, darunter auch die Heilsarmistin Lilian Holiday in Happy End und Die heilige Johanna der Schlachthöfe. 1931 spielte sie in der Verfilmung der Dreigroschenoper die Polly. Weitere Erfolge feierte sie im selben Jahr als Marianne in Horváths Geschichten aus dem Wiener Wald und in der Revue Ich tanze um die Welt mit dir. Nach einer Liaison mit dem Dirigenten Hermann Scherchen heiratete sie 1932 den aus Rumänien stammenden Ingenieur Anatol Becker. Er war ihr Russischlehrer, als sie vor Begeisterung über die Aufbruchstimmung in der Sowjetunion sich die russische Sprache aneignete. Noch in den letzten Jahren der Weimarer Republik beendete sie als Marianne in Ödön von Horváths Geschichten aus dem Wiener Wald ihre Bühnenlaufbahn.
Anfang 1933 unterzeichnete die der KPD nahestehende Carola Neher zusammen mit anderen Künstlern einen Aufruf gegen Adolf Hitler. Als sie erfuhr, dass ihr Bruder in das neu errichtete Konzentrationslager Dachau eingeliefert worden war, verließ sie Deutschland im Sommer 1933. Gemeinsam mit Anatol Becker ging sie zunächst nach Wien und von dort nach Prag. Dort spielte sie am Neuen Deutschen Theater in Shaws Pygmalion und Shakespeares Der Widerspenstigen Zähmung. Von Prag aus emigrierten beide 1934 mit einem Touristenvisum in die Sowjetunion. Noch im November desselben Jahres wurden ihr und 27 weiteren Personen daraufhin von den Behörden des Reichsinnenministeriums die deutsche Staatsangehörigkeit entzogen. 
In Moskau engagierten sie sich im Kabarett „Kolonne Links“ unter der Leitung von Gustav von Wangenheim. Am 26. Dezember 1934 wurde ihr Sohn Georg in Moskau geboren. Neher arbeitete journalistisch, rezitierte und gab Schauspielunterricht. Ihre anfängliche Hoffnung auf eine Fortsetzung ihrer Filmkarriere in der Sowjetunion erfüllte sich nicht. Die Schwierigkeiten, auf die sie in Moskau stieß, ließen auch ihre Ehe zerbrechen. Sie zog daraufhin mit ihrem Sohn in ein Hotel.

### Gefangenschaft und Tod
In der Zeit des Großen Terrors in der Sowjetunion ab 1936 geriet auch Anatol Becker ins Visier des Regimes. Im Mai 1936 wurde er verhaftet, am 25. Juli 1936 Neher. Becker wurde 1937 als „Trotzkist“ hingerichtet, Neher auf Grund einer Denunziation zu zehn Jahren Arbeitslager verurteilt. Vom Sohn getrennt, wurde sie in einem Transport nach Orjol gebracht. Sie wurde in einem Durchgangslager in Sol-Ilezk bei Orenburg gefangen gehalten. Sie stemmte sich gegen die unmenschlichen Haftbedingungen, rezitierte Passagen aus der Dreigroschenoper, trieb Gymnastik und hielt freundschaftliche Kontakte zu ihren Mitgefangenen. Nach fünf Jahren Haft erkrankte sie im Lager an Typhus und starb, ohne ihren Sohn wiedergesehen zu haben.
Der Soziologe Reinhard Müller bewies 2001 mit einem Verhörprotokoll vom 1. Juni 1936, dass Gustav von Wangenheim Neher und ihren Mann wegen des Umganges mit Trotzkisten denunziert hatte. Konkret verurteilt wurde Carola Neher laut dem Gerichtsurteil wegen eines angeblichen Botendienstes für den „Trotzkisten“  Erich Wollenberg, „indem sie von ihm einen direktiven Brief den Mitgliedern der konterrevolutionären Terrororganisation Moskau lieferte“. Im Protokoll der Vernehmung von Wangenheims durch den NKWD spielt diese Anschuldigung keine Rolle. In der Anklageschrift Carola Nehers, ebenfalls abgedruckt im Anhang der von Reinhard Müller herausgegebenen Dokumentation Die Säuberung, taucht neben dem genannten Botendienst nur der Vorwurf des Betrugs im Zusammenhang mit Nehers Mitgliedschaft in der KPD auf. Als Zeugen sind aufgeführt Anatol Becker sowie Hermann Taubenberger und Abram Rosenblum.
Insbesondere Bertolt Brecht als bekannter deutscher Schriftsteller hätte als Emigrant versuchen können, Nehers Freilassung zu erwirken. Einige Zeitgenossen werfen ihm vor, das unterlassen zu haben. So klagte der Trotzkist Walter Held Brecht, der damals (1938) in Dänemark lebte, wegen seines Schweigens an:

„Das traurigste und beschämendste Kapitel an dieser blutigen Tragödie ist die Haltung der offiziellen deutschen Emigration gegenüber dem Schicksal ihrer nach der Sowjetunion ausgewanderten Mitglieder. Die deutsche ‚Volksfront‘: die Herren Heinrich und Thomas Mann, Bertolt Brecht, Lion Feuchtwanger, Arnold Zweig, ‚die Weltbühne‘, die ‚Pariser Tageszeitung‘, die ‚Volkszeitung‘, […] sie alle, alle hüllen sich in Schweigen. Sie, Herr Brecht, haben Karola Neher gekannt. Sie wissen, daß sie weder eine Terroristin noch eine Spionin, sondern ein tapferer Mensch und eine große Künstlerin war. Weshalb schweigen Sie? Weil Stalin Ihre Publikation ‚Das Wort‘, die verlogenste und verkommenste Zeitschrift, die jemals von deutschen Intellektuellen herausgegeben worden ist, bezahlt? Woher nehmen Sie noch den Mut, gegen Hitlers Mord an Liese Hermann, an Edgar André und an Hans Litten zu protestieren? Glauben Sie wirklich, daß Sie mit Lüge, Knechtseligkeit und Niedrigkeit die Kerkerpforten des Dritten Reiches sprengen können?“

Ähnlich äußert sich Margarete Buber-Neumann Jahrzehnte später in ihren Erinnerungen Als Gefangene bei Stalin und Hitler. Vor ihrer Abschiebung ins nationalsozialistische Deutschland stehend, lernte sie Neher im Januar 1940 im Moskauer Gefängnis Butyrka kennen und lieben. Damals habe Neher schon einen Suizidversuch in der berüchtigten Lubjanka, vor allem aber die schmerzliche Trennung von ihrem Söhnchen hinter sich gehabt. Nach zwölf Tagen wurde Buber-Neumann zur „Weiterreise“ abgeholt:

„Als ich Carola umarmte, schluchzte sie: ‚Ich bin verloren …‘ Das war das letzte, was ich von ihr hörte. Ich sah sie nie wieder. Bert Brecht, ihr Freund und Mitarbeiter, antwortete viele Jahre später, als man ihn nach Carola Nehers Schicksal fragte, sie leite in Leningrad ein Kindertheater, es gehe ihr gut. Von den Jahren ihrer Haft sprach er nicht. Die Wahrheit seiner Antwort ist mehr als zweifelhaft.“

Sabine Kebir verweist auf Brechts Versuche, sich bei Lion Feuchtwanger für Carola Neher einzusetzen. Sehr vorsichtig jeden Angriff auf die sowjetische Justiz vermeidend („ohne die Arbeit der Justizbehörden zu erschweren“) und unter Berufung auf das Vorbild Maxim Gorki, der sich für Künstler und Wissenschaftler eingesetzt habe, versuchte er, Feuchtwanger zu bewegen, „sich beim Sekretariat Stalins nach der Neher zu erkundigen“. Das sei auch im Interesse der Union, „bei dem Ruf, den sie in Deutschland, der Tschechoslowakei und der Schweiz genießt“. Brecht wiederholte seine Bitte an Feuchtwanger im Mai 1937. Feuchtwanger antwortete am 30. Mai, er habe den ersten Brief Brechts nicht erhalten. Zur Verhaftung Nehers schrieb er: „Carola Neher war, während ich in M. war, eingesperrt. Sie soll in ein verräterisches Komplott ihres Mannes mitverwickelt sein. Details weiß ich nicht.“ In einem Briefentwurf gibt Brecht an, dass er auch an anderer Stelle nach Carola Neher gefragt habe. „Ich selber habe von niemand auf eine Frage eine Antwort erhalten, was ich nicht schätze.“
Nehers Sohn Georg gelang 1975 die Ausreise aus der Sowjetunion nach Deutschland. Er hatte seine Mutter nach der Verhaftung nicht mehr gesehen und lebte bei Pflegeeltern und danach im Waisenhaus. Erst 1946 erfuhr er, wer seine Eltern waren. Diese Information erhielt er durch einen Brief, der ihm ausgehändigt wurde, in dem seine Mutter im Kinderheim schriftlich um Auskunft über seinen Verbleib nachfragte. Unterschrieben war das Schriftstück mit „Carola Hentschke“. Die Suche nach Spuren der Mutter führte ihn in der Spätphase der Sowjetunion nach Moskau, den Haftort seiner Mutter Sol-Ilezk und nach Berlin.

## Rezeption
1990 wurde von der Lichtfilm GmbH im Auftrag des WDR eine Dokumentation über Georg Nehers Suche nach seiner Mutter gedreht. Mehrere Jahre nach Stalins Tod wurde das Verfahren gegen seine Eltern 1959 wieder hervorgeholt und neu 1959 verhandelt. Durch den Obersten Militärgerichtshof der Sowjetunion wurde das Urteil aufgehoben. Postum wurden in diesem Zusammenhang  beide Elternteile vollständig rehabilitiert.
Im Jahr 1995 wurde in Weimar auf einem russischen Soldatenfriedhof unterhalb des Schlosses Belvedere das Stück Bleiche Mutter, zarte Schwester von Jorge Semprún uraufgeführt, in dem das Leben von Carola Neher verarbeitet wird. Die Rolle von Carola Neher/Iphigenie wurde von Hanna Schygulla gespielt, Regie führte Klaus Michael Grüber.
Von Oktober bis Dezember 2016 fand im Literaturhaus Berlin die Ausstellung Carola Neher (1900–1942): Schauspielerin statt.

## Ehrungen

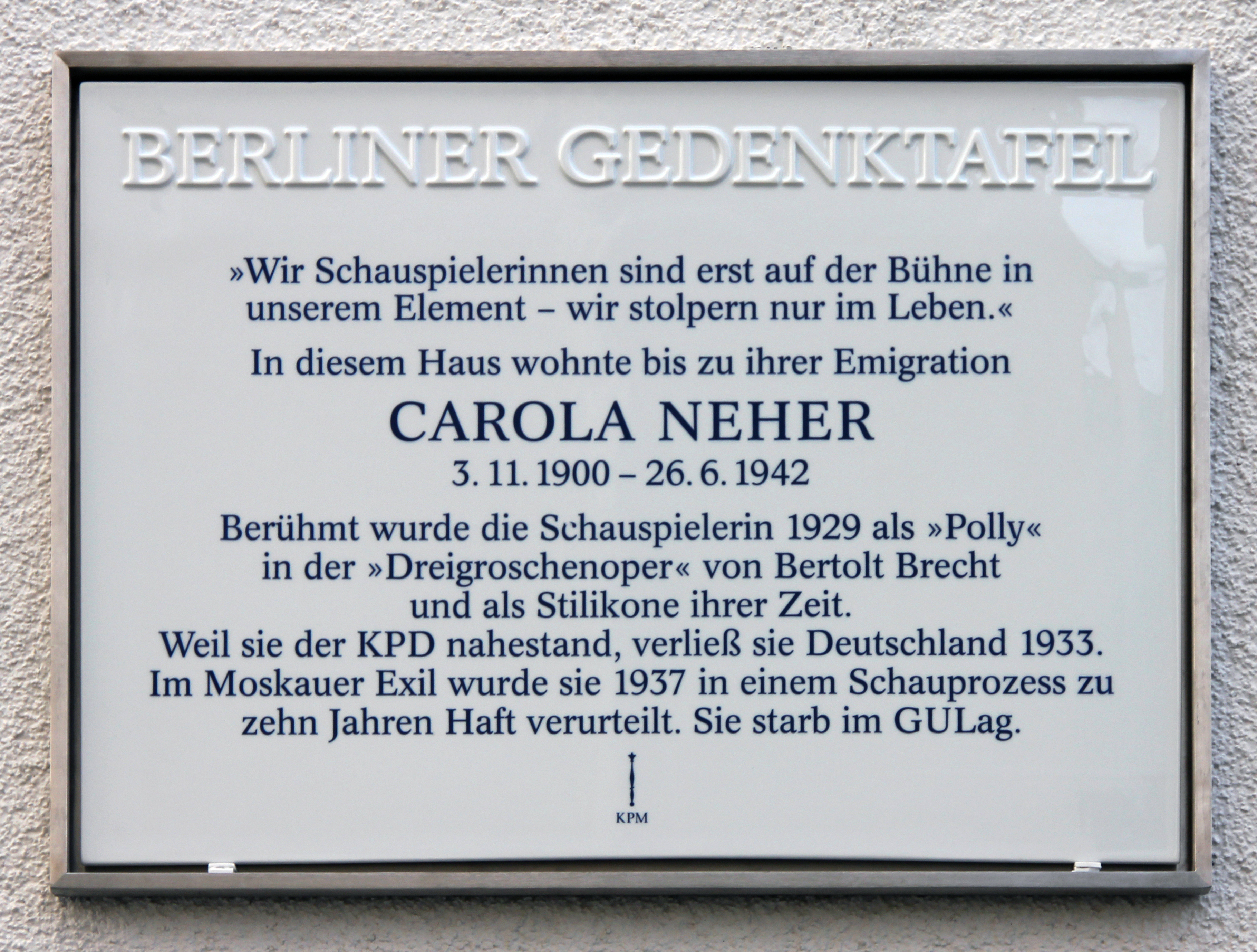
Berliner Gedenktafel am Haus, Fürstenplatz 2, in Berlin-Westend (2017)

Im Berliner Ortsteil Hellersdorf erinnert seit 1992 eine Carola-Neher-Straße an die Schauspielerin. In München gibt es eine Carola-Neher-Straße, die am 15. November 2013 eingeweiht wurde.
In Moskau wurde im Rahmen des Projekts Posledny adres (Letzte Adresse) an der Hausfassade auf der Krasnoprudnaja-Straße 36 am 5. Februar 2017 eine Gedenktafel in russischer Sprache mit der Aufschrift „Letzte Adresse der Schauspielerin Carola Neher“ angebracht.
Am 7. Dezember 2017 wurde an ihrem ehemaligen Wohnort, Berlin-Westend, Fürstenplatz 2, eine Berliner Gedenktafel enthüllt.

## Rollen

### Theater (Premierenrollen)
- Der Kreidekreis (1925, Klabund): Rolle der Hai-Tang
- Die heilige Johanna der Schlachthöfe (1930, Bertolt Brecht): Titelrolle
- Geschichten aus dem Wiener Wald (1931, Ödön von Horváth): Rolle der Marianne
- Happy End (Bertolt Brecht): Rolle der Lilian Holiday

### Filme
- 1922: Mysterien eines Frisiersalons
- 1931: Die Dreigroschenoper

### Hörspiele
- 1932: Bertolt Brecht: Die heilige Johanna der Schlachthöfe (Johanna Dark) – Regie: Alfred Braun (Hörspiel – Funk-Stunde Berlin)